# Liste von Eisenbahnunfällen in Indien
Die Liste von Eisenbahnunfällen in Britisch-Indien und Indien führt in chronologischer Reihenfolge Eisenbahnunfälle in Britisch-Indien und Indien auf.
| Datum              | Unfall                                          | Ort                                   | Tote            |
| ------------------ | ----------------------------------------------- | ------------------------------------- | --------------- |
| 25. Dezember 1907  | Eisenbahnunfall von Ludhiana (1907)             | Ludhiana                              | 21              |
| 6. Mai 1908        | Eisenbahnunfall von Ghaziabad                   | Ghaziabad                             | 120             |
| 19. Juni 1919      | Eisenbahnunfall von Firozabad (1919)            | Firozabad                             | mindestens 100  |
| 28. April 1920     | Eisenbahnunfall von Moradabad                   | Moradabad                             | 150             |
| 25. Juni 1921      | Eisenbahnunfall von Amroha                      | Amroha                                | 42              |
| 16. Juli 1937      | Eisenbahnunfall von Bihta                       | Bihta                                 | 119             |
| 12. Januar 1939    | Eisenbahnunfall von Hazaribagh                  | Hazaribagh                            | 21              |
| 3. Juni 1943       | Eisenbahnunfall von Akola                       | Akola                                 | 50              |
| 4. März 1946       | Eisenbahnunfall von Bhagauli                    | Bhagauli                              | 60              |
| 28. Juli 1946      | Eisenbahnunfall von Bhatni Junction             | Bhatni Junction                       | 223             |
| 4. Oktober 1946    | Eisenbahnunfall von Ongole                      | Ongole                                | 36              |
| 15. Mai 1948       | Eisenbahnunfall von Dhanbad                     | Dhanbad                               | 31              |
| 24. November 1948  | Eisenbahnunfall von Sambhu                      | Sambhu                                | 171             |
| 29. Januar 1950    | Eisenbahnunfall von Sirhind                     | Sirhind                               | 63              |
| 13. August 1950    | Eisenbahnunfall von Benares                     | Benares                               | 29              |
| 7. Mai 1950        | Eisenbahnunfall von Jasidih                     | Jasidih                               | 92              |
| 27. September 1954 | Eisenbahnunfall von Kazipet                     | Kazipet                               | 139             |
| 2. September 1956  | Eisenbahnunfall von Mahbubnagar                 | Mahbubnagar                           | 117             |
| 24. Juli 1957      | Eisenbahnunfall von Kalkutta                    | Kalkutta                              | 59              |
| 23. November 1957  | Eisenbahnunfall von Igatpuri                    | Igatpuri                              | mind. 50        |
| 23. November 1957  | Eisenbahnunfall von Igatpuri                    | Igatpuri                              | mind. 50        |
| 1. Januar 1958     | Eisenbahnunfall von Mohri                       | Mohri                                 | 32              |
| 19. April 1961     | Eisenbahnunfall von Siliguri                    | Siliguri                              | 23              |
| 23. Dezember 1964  | Eisenbahnunfall von Dhanushkodi                 | Dhanushkodi                           | 128             |
| 20. April 1966     | Eisenbahnunfall von Lumding                     | Lumding                               | 55              |
| 23. April 1966     | Eisenbahnunfall von Diphu                       | Diphu                                 | 40              |
| 26. Mai 1966       | Eisenbahnunfall von Belgaum                     | Belgaum                               | 22              |
| 13. Juni 1966      | Eisenbahnunfall von Bombay-Matunga              | Bahnhof Matunga, Bombay               | 57              |
| 14. Juli 1969      | Eisenbahnunfall von Jajpur Road                 | Jajpur Road                           | 85              |
| 19. Januar 1977    | Eisenbahnunfall von Varanasi                    | Varanasi                              | 28              |
| 30. Mai 1977       | Eisenbahnunfall von Guwahati                    | Guwahati                              | mind. 45        |
| 23. November 1977  | Eisenbahnunfall von Ajaraka                     | Ajaraka                               | 20              |
| 18. April 1978     | Eisenbahnunfall von Bassain Road                | Bahnhof Bassain Road                  | 60              |
| 18. April 1979     | Eisenbahnunfall von Bassain Road                | Bassain Road                          | mind. 30        |
| 6. Juni 1981       | Eisenbahnunfall von Mansi                       | Mansi                                 | mind. 250       |
| 7. Juli 1981       | Eisenbahnunfall von Bhanwar Tonk                | Bhanwar Tonk                          | mind. 50        |
| 27. Januar 1982    | Eisenbahnunfall von Agra                        | Agra                                  | 63              |
| 16. August 1984    | Eisenbahnunfall von Chargoon                    | Chargoon                              | 56              |
| 23. Februar 1985   | Eisenbahnunfall von Rajnandgaon                 | Rajnandgaon                           | etwa 100        |
| 10. März 1986      | Eisenbahnunfall im Palamau-Distrikt             | Palamau-Distrikt                      | 52              |
| 6. August 1986     | Eisenbahnunfall von Khagaria                    | Khagaria                              | mind. 50        |
| 9. Juli 1987       | Eisenbahnunfall von Manchieral                  | Manchieral                            | 70              |
| 18. April 1989     | Eisenbahnunfall von Lalitpur                    | Lalitpur                              | 75              |
| 16. April 1990     | Eisenbahnunfall von Patna                       | Patna                                 | 60              |
| 25. Juni 1990      | Eisenbahnunfall von Mangra                      | Mangra                                | 60              |
| 5. September 1992  | Eisenbahnunfall von Raigarh                     | Raigarh                               | 41              |
| 21. September 1993 | Eisenbahnunfall von Chhabra                     | Chhabra                               | 71              |
| 25. Februar 1995   | Eisenbahnunfall von Diphu                       | Diphu                                 | 25              |
| 20. August 1995    | Eisenbahnunfall von Firozabad (1995)            | Firozabad                             | 335             |
| 18. April 1996     | Eisenbahnunfall von Domingarh                   | Domingarh                             | 60              |
| 14. September 1997 | Eisenbahnunfall von Champa                      | Champa                                | mind. 77        |
| 24. April 1998     | Eisenbahnunfall von Parli                       | Parli                                 | 24              |
| 5. Januar 1998     | Eisenbahnunfall von Masit                       | Masit                                 | mind. 51        |
| 26. November 1998  | Eisenbahnunfall von Khanna                      | Khanna                                | mind. 200       |
| 2. August 1999     | Eisenbahnunfall von Gaisal                      | Gaisal                                | 287             |
| 19. Februar 2000   | Eisenbahnunfall von Duskheda                    | zwischen Duskheda und Savada          | 18              |
| 14. August 2000    | Eisenbahnunfall von Rauzagaon                   | Rauzagaon                             | 11              |
| 2. Dezember 2000   | Eisenbahnunfall von Sarai Banjara               | Sarai Banjara                         | 46              |
| 16. August 2001    | Eisenbahnunfall von Jamui                       | Jamui                                 | 10              |
| 10. September 2002 | Eisenbahnunfall von Rafiganj                    | Rafiganj                              | 116             |
| 21. Dezember 2002  | Eisenbahnunfall von Pendekallu                  | Pendekallu                            | 19              |
| 3. Januar 2003     | Eisenbahnunfall von Ghatnandur                  | Ghatnandur                            | 20              |
| 15. Mai 2003       | Eisenbahnunfall von Ludhiana (2003)             | Ludhiana                              | 36              |
| 22. Juni 2003      | Eisenbahnunfall von Vaibhavwadi                 | Vaibhavwadi                           | 52              |
| 2. Juli 2003       | Eisenbahnunfall von Warangal                    | Warangal                              | 21              |
| 14. Dezember 2004  | Eisenbahnunfall von Bhangala                    | Banghala                              | 38              |
| 3. Februar 2005    | Eisenbahnunfall von Nagpur                      | Nagpur                                | 55              |
| 21. April 2005     | Eisenbahnunfall von Samlaya                     | Samlaya                               | 16              |
| 28. Juli 2005      | Eisenbahnunfall von Harpalganj                  | Harpalganj                            | 14              |
| 29. Oktober 2005   | Eisenbahnunfall von Valigonda                   | Valigonda                             | 114             |
| 5. Dezember 2005   | Eisenbahnunfall von Bimalgarh                   | Bimalgar                              | 16              |
| 11. Juli 2006      | Bombenanschläge in Mumbai 2006                  | Mumbai                                | 187             |
| 1. Dezember 2006   | Eisenbahnunfall von Bhagalpur                   | Bhagalpur                             | 36              |
| 18. Februar 2007   | Bombenanschlag auf den Samjhauta Express        | Diwana                                | 68              |
| 1. August 2008     | Eisenbahnunfall von Kesamudram                  | Kesamudram                            | 31              |
| 21. Oktober 2009   | Eisenbahnunfall von Vrindavan                   | Vrindavan                             | 22              |
| 28. Mai 2010       | Eisenbahnunfall von Manikpara                   | Manikpara                             | 148             |
| 19. Juli 2010      | Eisenbahnunfall von Sainthia                    | Sainthia                              | 66              |
| 20. September 2010 | Eisenbahnunfall von Badarwas                    | Baderwas                              | 23              |
| 10. Juli 2011      | Eisenbahnunfall von Fatehpur                    | Fatehpur                              | 70              |
| 22. Mai 2012       | Eisenbahnunfall von Penukonda                   | Penukonda                             | 25              |
| 30. Juli 2012      | Eisenbahnunfall von Nellore                     | Nellore                               | 32              |
| 19. August 2013    | Eisenbahnunfall von Dhamara Ghat                | Dhamara Ghat                          | 37              |
| 13. November 2013  | Eisenbahnunfall im Chapramari-Naturschutzgebiet | Chapramari-Naturschutzgebiet          | 0               |
| 28. Dezember 2013  | Eisenbahnunfall von Kothacheruvu                | Kothacheruvu                          | 26              |
| 4. Mai 2014        | Eisenbahnunfall von Nagothane (Entgleisung)     | Nagothane (Maharashtra)               | 18              |
| 26. Mai 2014       | Eisenbahnunfall von Chureb                      | Chureb                                | 28              |
| 20. März 2015      | Eisenbahnunfall von Bachhrawan                  | Bachhrawan                            | 58              |
| 4. August 2015     | Eisenbahnunfall von Kurawan                     | Kurawan                               | 31              |
| 20. November 2016  | Eisenbahnunfall von Kanpur                      | Kanpur                                | 150             |
| 21. Januar 2017    | Eisenbahnunfall von Kuneru                      | Kuneru                                | 21              |
| 19. August 2017    | Eisenbahnunfall von Khatauli                    | Khatauli                              | 24              |
| 19. Oktober 2018   | Eisenbahnunfall von Amritsar                    | Amritsar                              | 61              |
| 2. Juni 2023       | Eisenbahnunfall von Bahanaga                    | Baleswar, Odisha                      | 288             |
| 29. Oktober 2023   | Eisenbahnunfall von Kantakapalli                | Kantakapalli                          | 14              |
| 30. (?) Juli 2024  | Eisenbahnunfall Juli 2024                       | Richtung Mumbai, 18 Waggons entgleist | 2, 20 Verletzte |